# Nikolas Sylvester
Nikolas Sylvester (geb. 20. Januar 2000 in Kingstown) ist ein ehemaliger vincentischer Schwimmer.

## Karriere
Sylvester trat zuerst bei den Panamerikanischen Spielen 2015 in Toronto an und dann bei den Olympischen Sommerspielen 2016 in Rio de Janeiro im Wettkampf über 50 m Freistil an. Er kam auf Platz 61. Seine Zeit von 25,64 s ist jedoch ein nationaler Rekord.
Bei den Commonwealth Games 2018 in Gold Coast trat er erneut in fünf Wettbewerben an.
Auch bei den Panamerikanischen Spielen 2023 in Santiago de Chile trat Sylvester an.